# 美咲丘站

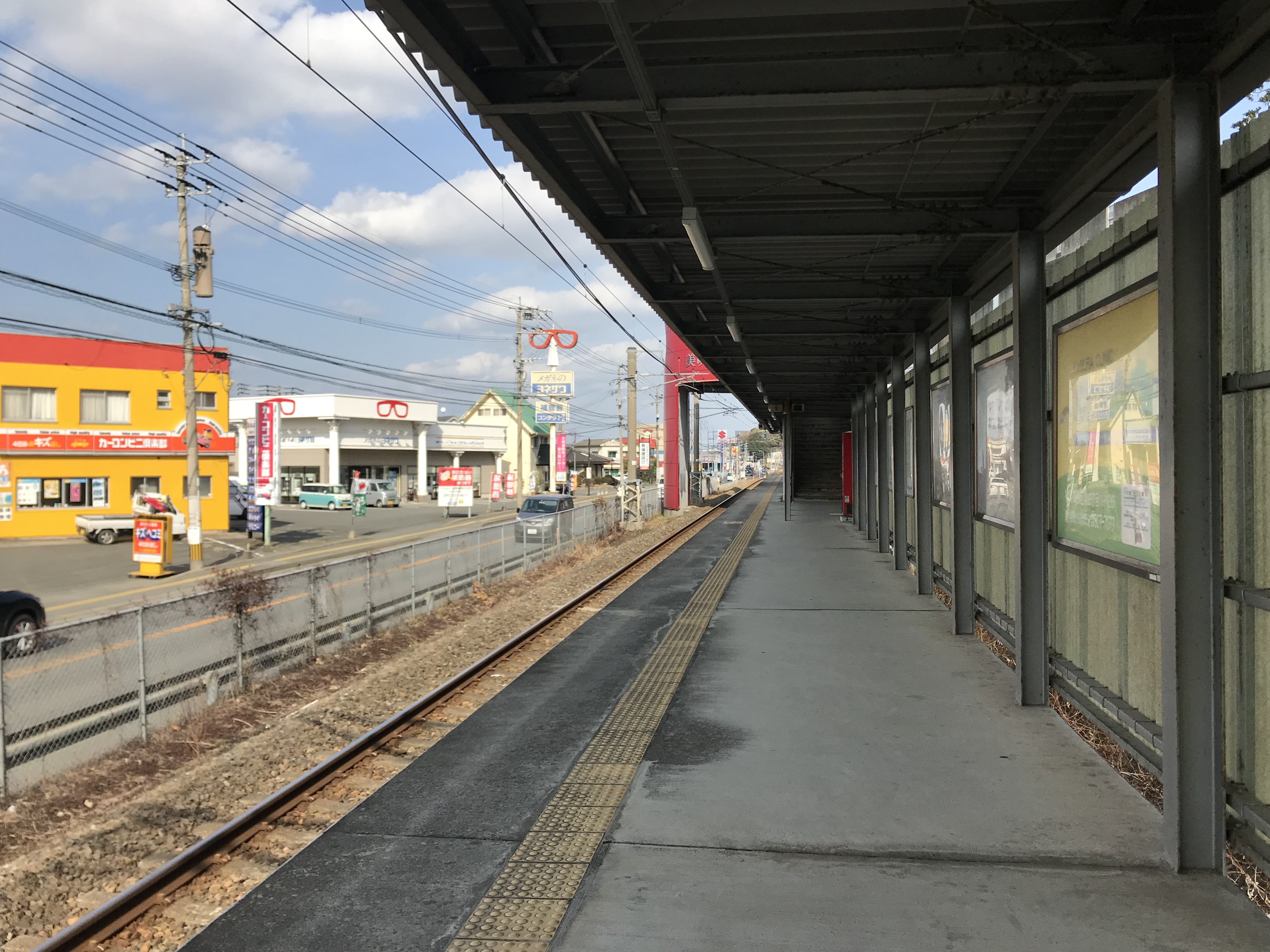
月台(2018年2月)

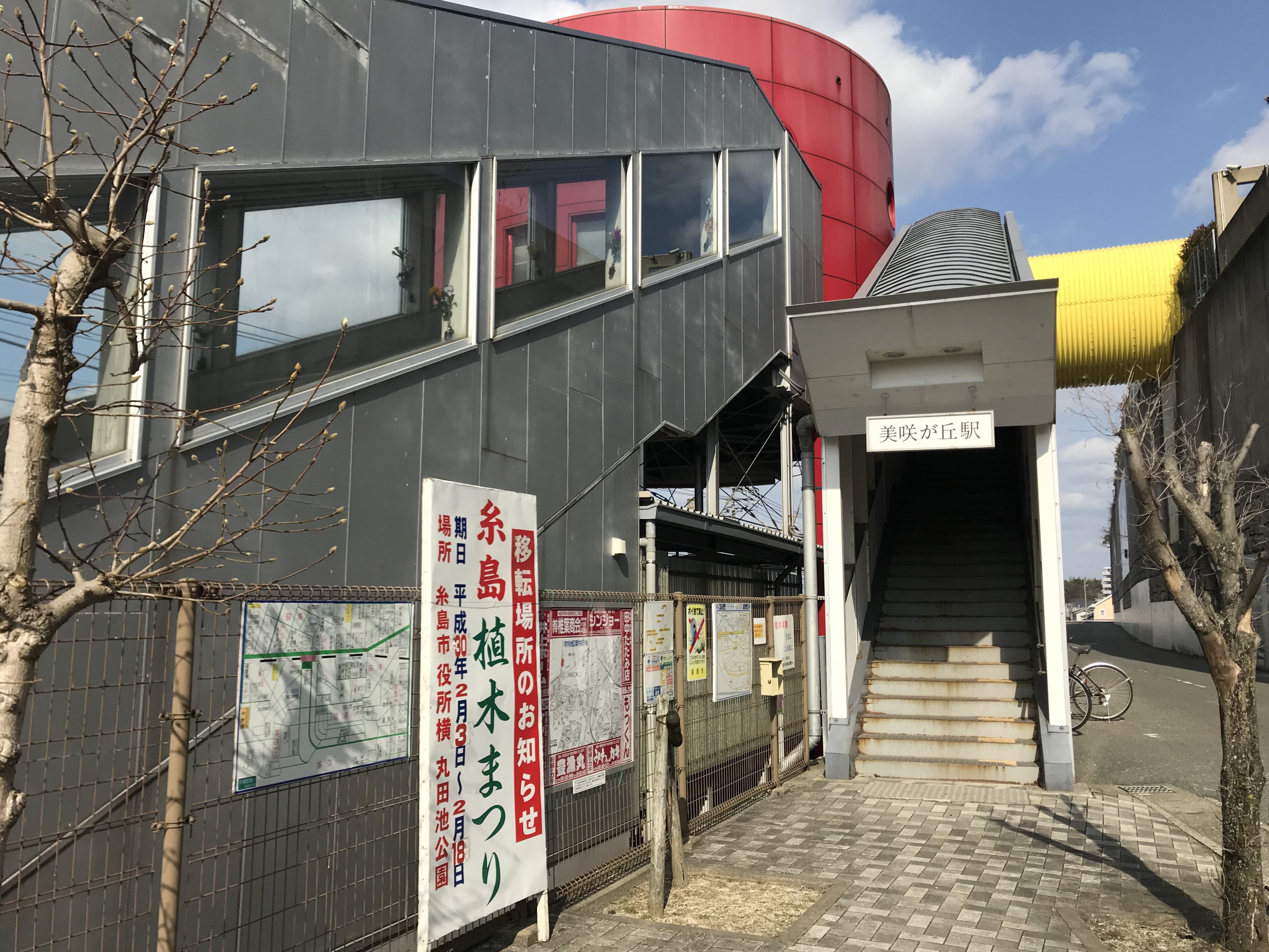
神在與荻浦出口
(2018年2月)

美咲丘站（日语：／ Misakigaoka eki */?）是位於福岡縣糸島市荻浦482番10號，九州旅客鐵道（JR九州）的筑肥線車站。車站編號為JK09。

## 歷史
- 1995年（平成7年）10月28日：車站啟用[1]。
- 2010年（平成22年）3月13日：此站可以使用IC卡「SUGOCA」[3]。
- 2017年（平成29年）1月24日：站內的簡易自動閘機改為自動閘機。

## 車站構造
車站是一座地面車站，設有1面1線的單式月台。此站設有跨站式站房。車站設有美咲丘出口和神在、荻浦出口。
此站是業務委託車站，委托JR九州服務支援負責車站業務。此站沒有MARS系統，但設有POS終端。車站內設有自動閘機。此站可使用SUGOCA等IC卡。

## 利用狀況
在2019年（令和元年）度，1日平均乘車人次為1,032人
| 乘車人次變化 | 乘車人次變化 |
| 年度         | 1日平均人次  |
| ------------ | ------------ |
| 2005年       | 932          |
| 2006年       | 968          |
| 2007年       | 991          |
| 2008年       | 997          |
| 2009年       | 989          |
| 2010年       | 1,008        |
| 2011年       | 1,022        |
| 2012年       | 1,007        |
| 2013年       | 1,026        |
| 2014年       | 1,006        |
| 2015年       | 1,019        |
| 2016年       | 1,043        |
| 2017年       | 1,061        |
| 2018年       | 1,034        |
| 2019年       | 1,032        |

## 車站周邊
車站位於糸島市中心西邊。在美咲丘出口周邊設有由JR九州開發的美咲丘和南風台兩個新興住宅區。於車站北邊設有國道202號，該國道與筑肥線並行。車站北邊沒有國道出入口。沿國道上設有許多商店。
- 前原西中學
- 南風小學
- DIREX
- 美咲亭
- 眼鏡之米澤 美咲が丘店
- 丸子 新前原店

## 巴士路線
在美咲丘出口前設有巴士站。在國道上沒有巴士站。
- 糸島市社區巴士「濱博號」白糸線 - 南風台、前原、伊都文化會館、野添、本區、長野、白糸方向
- 昭和巴士 美咲丘站巴士站

## 相鄰車站
九州旅客鐵道（JR九州）
筑肥線
■快速
通過
■普通
筑前前原（JK08）－美咲丘（JK09）－加布里（JK10）

## 注腳
1. 1 2 3  . 交通新聞 (交通新聞社). 1995-10-26: 3.
2. ↑  . JR九州サービスサポート株式会社.   [2019-07-13]. （原始内容存档于2020-08-03） （日语）.
3. ↑  . 交通新聞 (交通新聞社). 2010-03-16: 3 （日语）.
4. 1 2   (PDF). 九州旅客鉄道.   [2020-09-01]. （原始内容 (PDF)存档于2020-08-24） （日语）.
5. 1 2 3 4 5 6 7 8 9 10 11  糸島市統計白書（運輸、交通） 九州旅客鐵道不同站的上下車人次（JR筑肥線）
6. ↑   (PDF). 九州旅客鉄道.   [2020-09-01]. （原始内容 (PDF)存档于2017-08-01） （日语）.
7. ↑   (PDF). 九州旅客鉄道.   [2020-09-01]. （原始内容 (PDF)存档于2019-07-06） （日语）.
8. ↑   (PDF). 九州旅客鉄道.   [2020-09-01]. （原始内容 (PDF)存档于2020-03-15） （日语）.

## 外部連結
- 美咲丘（車站資訊） - 九州旅客鐵道（日語）